# Ctenopoma gabonense
Ctenopoma gabonense är en fiskart som beskrevs av Günther, 1896. Ctenopoma gabonense ingår i släktet Ctenopoma och familjen Anabantidae. Inga underarter finns listade i Catalogue of Life.